# Andrea Buora
Andrea Buora (Venezia, ... – 1556) è stato un architetto e scultore italiano del 1500, figlio di Giovanni Buora.
Nel periodo che va dal 1523 al 1525 fu fornitore del materiale per la costruzione della Scuola Grande di San Rocco a Venezia, insieme al fratello Antonio. Sempre col fratello lavorò alla costruzione di un altare nella Chiesa di Santa Maria Mater Domini.
Lavorò successivamente a Motta di Livenza alla chiesa di San Nicolò. Il cantiere si chiuse dopo un lunghissimo tempo, alla fine del Cinquecento, anche grazie alla provvidenziale intercessione del Cardinale Girolamo Aleandro che spinse Papa Paolo III (1534-1549) a offrire la somma di 281 ducati pro Fabrica Sancti Nicolai in Mothe. Tutte le parti in pietra d'Istriafurono opera di Andrea Buora figlio di Giovanni.
Dopo la morte del padre dimorò nel Campo di Santa Maria Zobenigo.
Si conosce l'iscrizione proveniente dalla Chiesa dei Santi Rocco e Margarita per la sua sepoltura: Andreas Borea sibi et suis MDLVI . Octob. Marieta defuncta.